# Carmichaelia compacta
Carmichaelia compacta är en ärtväxtart som beskrevs av Donald Petrie. Carmichaelia compacta ingår i släktet Carmichaelia och familjen ärtväxter. Inga underarter finns listade i Catalogue of Life.